# 金山寺 (福州)
福州金山寺位于福建福州西郊洪塘村附近乌龙江上，为福州唯一的水上寺。
该寺建于宋朝绍兴年间，原是乌龙江的石阜，因为状如石印，仿佛江南镇江的金山，故曰“小金山”。寺院小巧玲珑、独具一格。主要建筑有观音阁、大悲楼、金山塔及两侧厢房。明朝张经、林龙江曾在此著书立说。金山寺的牌匾为赵朴初所题。
金山寺曾于明萬曆四十三年（1615年）被毀，1934年重修。1983年被列為市級文物保護單位，之後又歷經1983年、1997年兩次重修。

## 圖片集

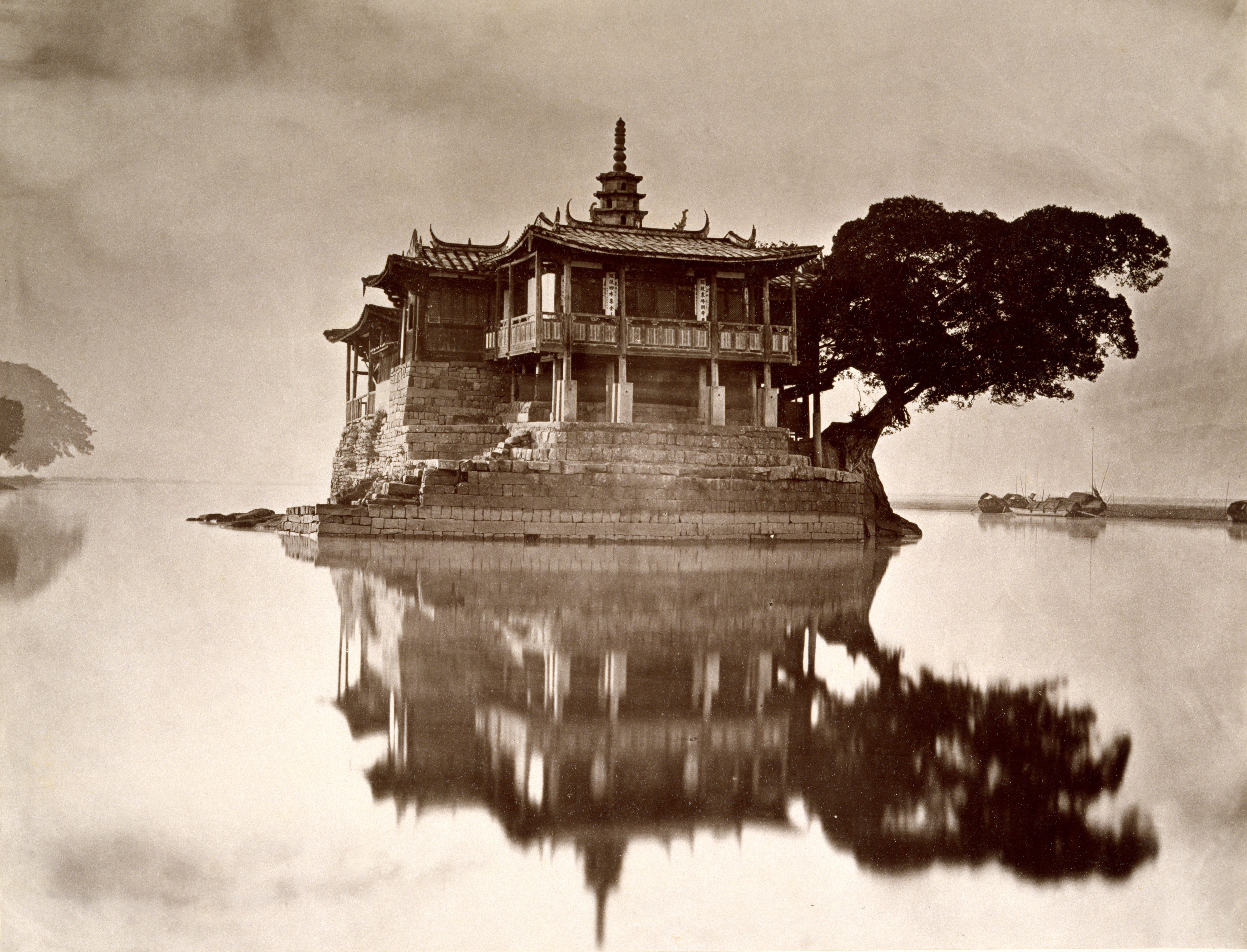
福州金山寺，1871年
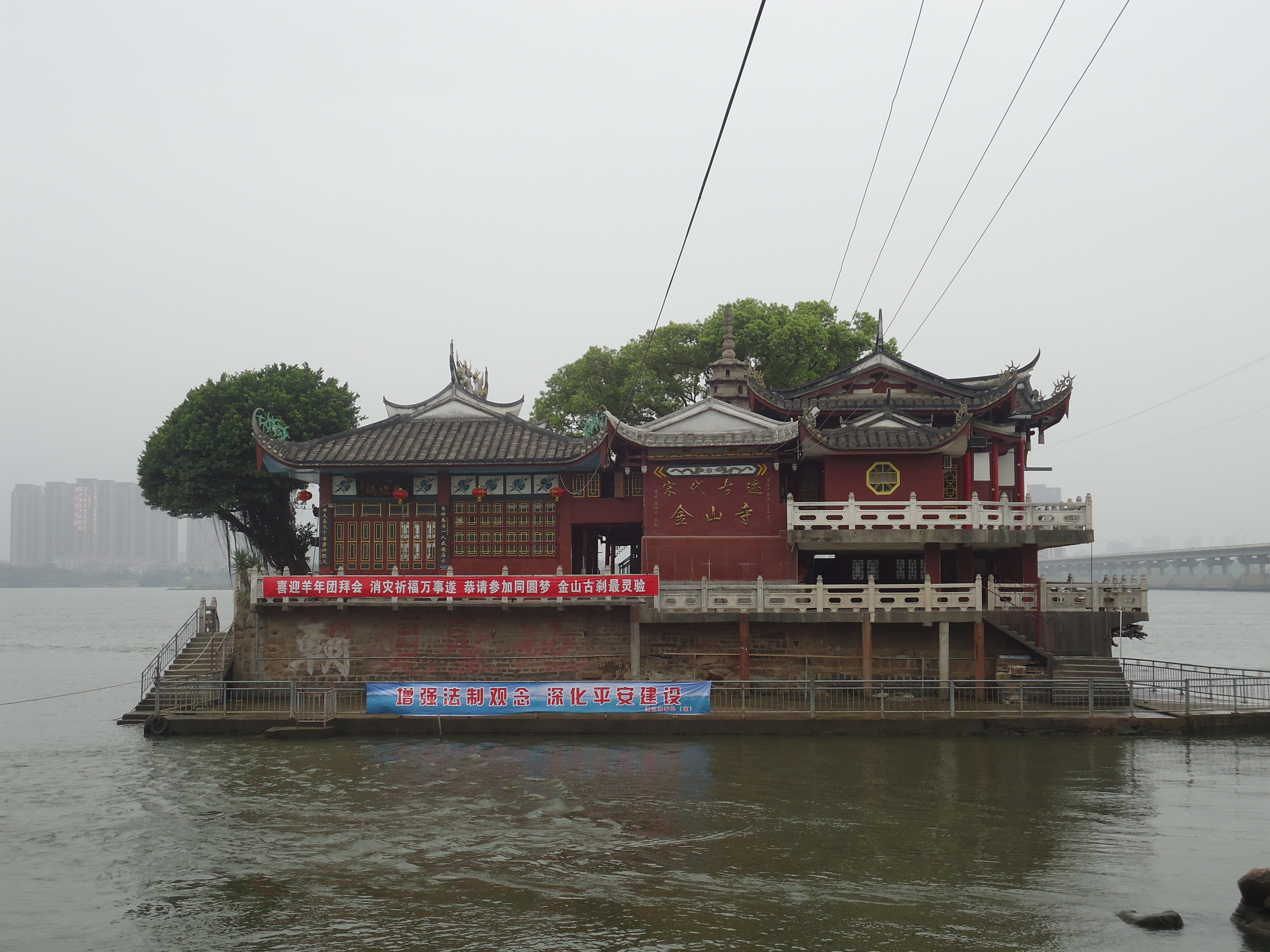
福州金山寺，2015年3月21日，此时，寺内已无一名僧侣，寺庙超过八成已经翻新。
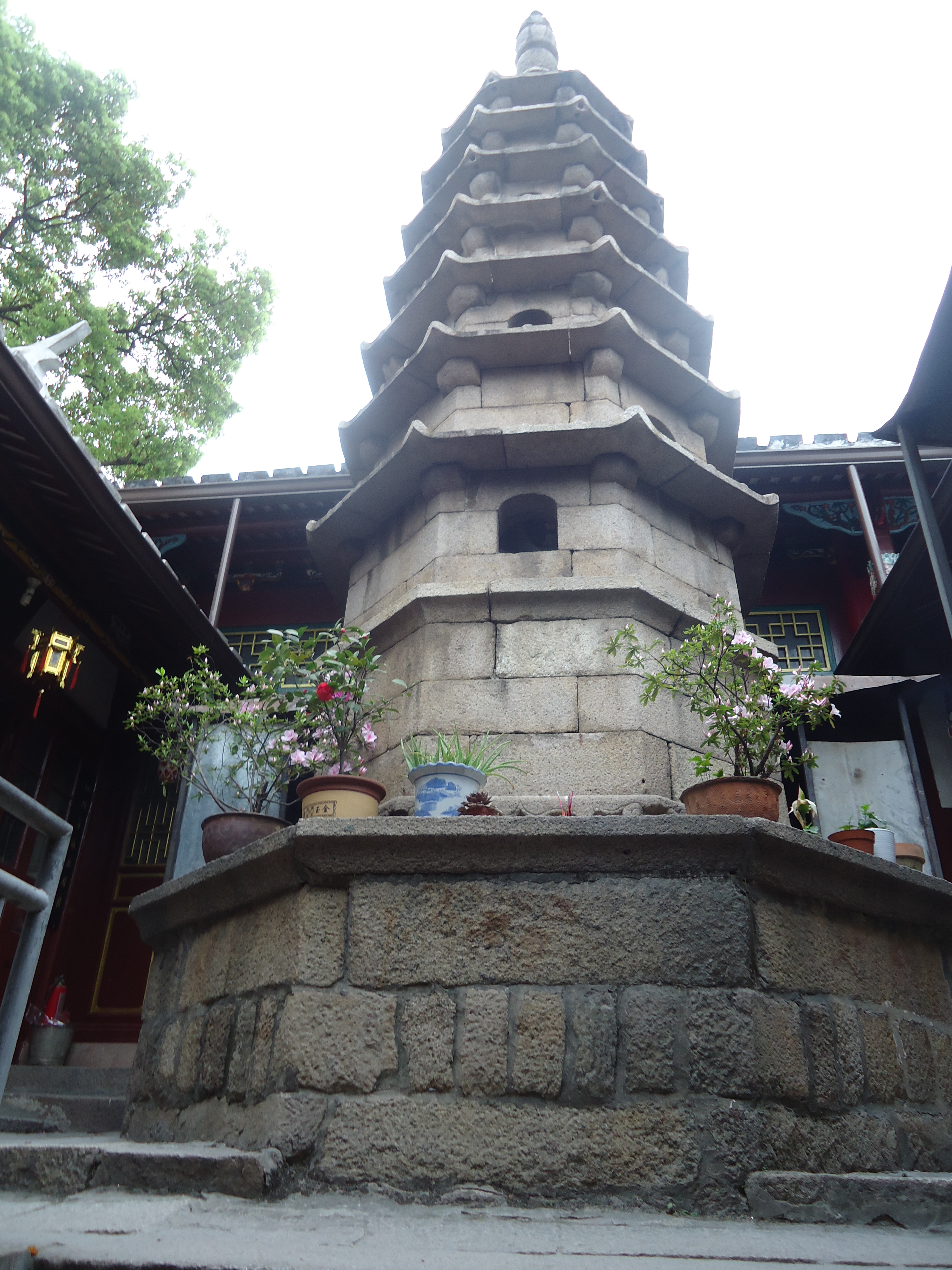
福州金山寺建于宋朝的千年石塔。